# Platylabus longicornis
Platylabus longicornis là một loài tò vò trong họ Ichneumonidae.